# Елагабал
Елагабал (рођен је 204. у Емеси, у Сирији, умро 11. марта 222. године у Риму) је био римски цар. Његово право име било је Секст Варије Авит Басијан, а званично име Император цезар Марко Аурелије Антонин Август. Постао је цар 16. маја 218. и владао је све до своје смрти 222. године.

## Биографија

### Порекло
Варије је преко своје тетке Јулије Мамеје припадао династији Севера, која је тако названа по свом оснивачу цару Септимију Северу.

### Владавина
Након убиства цара Каракале 217. године, сенат је за новог цара потврдио Макрина, човека непознатог порекла из реда витезова. Макрин је служио као преторијански префект под Каракалом, и највероватније сковао заверу која је резултовала Каракалиним убиством.
Убрзо је Макрин изазвао велико незадовољство својом неспособношћу на бојном пољу на истоку, у месопотамији, коју су напали Парћани.
Искористивши незадовољство војске и Макринову непопуларност у Риму, Јулија Меза тетка цара Каракале, и њене две ћерке, Јулија Соемија и Јулија Мемеја, сковале су заверу у свом дому у Емеси која је имала за циљ да доведе Соемијиног сина Елагабала на престо.
Елагабал је проглашен за цара а Макрин је, након што је претрпео тежак пораз код Антиохије и напуштен од својих војника, убрзо погубљен код Халкидона.
Тако је Елагабал постао цар (218—222.) а династија Севера повратила моћ. Ипак, млади цар налазио се под контролом своје мајке и баке, којима је дуговао престо а његово контроверзно понашање и посвећеност сиријском култу бога сунца (име Елагабал је латинска адаптација сиријске речи Ел-Габал која је означавала бога сунца) изазвала је незадовољство и згражавање у Риму.
Бројни скандали и афере младог цара напослетку су довели до његовог убиства. Јулија Меза, схвативши положај у коме се породица нашла, одлучила је да је време да Елагабал и његова мајка буду замењени те се окренула сину своје друге ћерке Јулије Мамеје, тринаестогодишњем Александру Северу.

### Сексуална оријентација
Елагабалова сексуална оријентација је извор многих контроверзи и дебата. Елагабал се оженио и развео пет пута, али су позната имена само три жене. Ипак, најстабилнију емотивну везу успоставио је са једним робом своје друге жене весталке Аквилије Севере по имену Хијерокле кога је називао својим мужем. Био је одушевљен када би био називан љубавницом, краљицом Хијерокла, а причало се да је обећао велике суме новца оном лекару који би му обезбедио женске гениталије.
Елагабал је по схватању модерних аутора био транссексуалац.

### Смрт и наследник
Александар је добио титулу цезара и био конзул заједно са Елагабалом, али је цар убрзо почео да сумња у свог рођака, бојећи се да он има већу подршку међу преторијанцима него он сам. Александру су одузете титуле и неколико пута је преживео покушаје убиства што је довело до побуне преторијанаца који су захтевали да виде Александра и Елагабала заједно у преторијанском кампу.
Цар се повиновао те је 11. марта 222. са својом мајком, Јулијом Соемијом, јавно представио свог рођака војницима. Преторијанци су поздравили Александра игноришући Елагабала који је реаговао наређујући хапшење и погубљење свих који су учествовали у непослушности након чега су преторијанци напали цара и његову мајку и обоје су убијени. Њихове главе су одсечене, тела свучена нага а онда су их вукли посвуда по граду. Елагаболово тело на крају је бачено у Тибар.
Љубавник покојног цара, Хијерокле, такође је убијен заједно са осталим Елагабаловим присталицама и штићеницима, његови религијски прописи су укинути а женама поново забрањено да присуствују седницама сената. Забрана сећања (лат. damnatio memoriae) посебно стриктно је примењена против Елагабала и сви његови прикази у јавности - попут статуа и слика - су уништени.

## Галерија
- Реверс Елагабал (218—222), денар од сребра. Случајни налаз на локалитету Белија у Подримцу. Део је збирке Нумизматика I Народног музеја у Лесковцу